# Papa Bues Viking Jazzband
Papa Bues Viking Jazzband er et dansk jazzorkester, som spiller Dixieland- og New-Orleans-Jazz. De er blandt andet kendt for "Sidder på et værtshus" og temaet fra Olsen Banden (skrevet af Bent Fabricius-Bjerre). 
New Orleans Jazzband blev grundlagt i 1956 af Arne Bue Jensen (8. maj 1930 - 2. november 2011). I 1958 dannede han Papa Bue's Viking Jazzband, som opnåede international status som en af de mest betydelige i sin genre. 1969 deltog det i jazzfestivalen i New Orleans, hvor Papa Bue blev hædret med byens "gyldne nøgler". 
Mange af jazzens koryfæer har optrådt sammen med orkestret. Edmond Hall, Charlie Shavers, J.C. Higginbotham, Stuff Smith, Ben Webster, Albert Nicolas, Wingy Manone, Wild Bill Davison og mange andre. Besætningen har været ret stabil, men der er sket forandringer gennem årene.
En af deres stjerner var fra 1985 klarinettisten John Defferary, der i 1998 vekslede til Chris Barber Jazz & Blues Band. 
Musikken er dog stadig den gode, gamle jazz – baseret på New Orleans traditionen med indflydelse fra blandt andet Duke Ellington, Fats Waller og Louis Armstrong. Orkestret har optrådt over det meste af Europa, i Australien og Asien. 

## Medlemmer
Det oprindelige orkester 1959:
- Arne "Papa" Bue Jensen (Trombone)
- Finn Otto Hansen (Trompet)
- Jørgen Svare (Klarinet) (Jørgen Christian Svare)
- Bjarne ”Liller” Petersen (Banjo & sang)
- Ib Lindschouw (Trommer)
- Mogens ”Basse” Seidelin (Bas)

Orkesteret 1970:
- Arne "Papa" Bue (Trombone)
- Finn Otto Hansen (Trompet)
- Jørgen Svare (Klarinet)
- Jørn "Jønne" Jensen (Piano)
- Jens Sølund (Bas)
- Knud Ryskov Madsen (Trommer)

Papa Bues Viking Jazzband 1996: 
- Arne "Papa Bue" Jensen (trombone)
- Jørn "Jønne" Nielsen (piano)
- Erik "Krølle" Andersen (klarinet)
- Ole Olsen (bas)
- Joe Errington (trompet)
- Thomas Christensen (trommer)